# Mohingara
Die Mohingara (auch als Mochinger bezeichnet) sind eine bajuwarische genealogia (= Sippe) im Bayern des 8. und 9. Jahrhunderts. Sie zählen zwar nicht wie die Huosi, Trozza, Fagana, Hahiligga und Anniona zu den bevorzugten genealogiae der Lex Baiuvariorum, werden aber neben den Feringa und der Romanensippe der Albina zu ihrer Zeit ausdrücklich als genealogia bezeichnet.
Der Name Mohingara ist auf den Ort Moching bezogen. Ob dies auf einen Spitzenahn namens Mocho zurückzuführen ist, muss mangels urkundlicher Belege offen bleiben. Eine Zuordnung oder eine Nähe zu den Faganas wurde aufgrund der Namen und der Besitzungen vermutet, lässt sich aber nicht mit Sicherheit beweisen. 
Zu Beginn des 9. Jahrhunderts erscheinen die viri qui vocabtur Mohingara in einer Freisinger Tradition, als sie auf ihre Ansprüche auf die St. Martinskirche zu Biberbach verzichten. Vermutlich wollten die Mohingara eine frühe Adelsherrschaft bzw. einen Adelspagus um Ampermoching und Feldmoching (damals Feldmohinga) aufbauen, in die sie auch die genannte Kirche einbeziehen wollten. Der Priester Rihpert, der nach einem Prozess vom Freisinger Bischof Atto mit der Kirche als Benefizium belehnt wurde, ist dieser Sippe zuzurechnen. Der Name des Ortes Reipertshofen (heute zu Hebertshausen gehörig) leitet sich von diesem Rihpert ab. Rihpert bezeugt zeitgleich (808/808) eine Schenkung an den Priester Ratolt zu Feldmoching. Als Zeugen der Übereinkunft mit dem Bischof werden genannt Heriperht und Heimperht. Auf den Heriperht geht der Name des Ortes Hebertshausen zurück. 
Der Freisinger Bischof Erembert wird den Mohingara zugeschrieben. Er soll in antiquo tempore die Martinskirche zu Biberbach besessen haben. Aus der Anmerkung geht nicht hervor, ob er über diese Kirche kraft seines Amtes als Bischof oder als Eigenkirche seiner Sippe verfügte. Erst unter seinem Nachfolger als Bischof, Joseph von Verona, wurden drei Kirchen um Biberbach zusammengelegt und zu einem oratorium publicum umgewandelt und erst ab da haben sie dem Bistum unterstanden. 
Erembert, auch Erchanpert geschrieben, wird außerdem aufgrund des für die Mohingara typischen Namensgliedes „-perht“ dieser Sippe zugeordnet. Auch der Ort Milbertshofen (früher Muniperhteshofun geschrieben) ist zu erwähnen; hier haben die Brüder Oato und Immo mit ihren Nachkommen für die Biberbacher Kirche gespendet. Vermutlich gehörten auch die Grundherren von Wolfertshausen (früher Uuolperhtsgusir heute ein Ortsteil der Stadt Mainburg) mit den Abkömmlingen Wolfperht, Amilo und Erchanperht zu dieser Sippe. Die erste Tradition auf Wolfertshausen erfolgte zudem in Machinga (damit ist entweder Amper- oder Feldmoching gemeint). 